# Polnische Staatsforstverwaltung

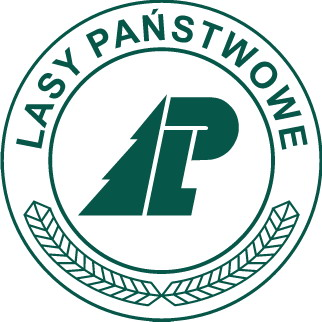
Logo

Die Polnische Staatsforstverwaltung (polnisch: Państwowe Gospodarstwo Leśne Lasy Państwowe oder kurz: Lasy Państwowe) ist der Staatsforstbetrieb Polens mit Sitz in Warschau.

## Aufgaben
Die Polnische Staatsforstverwaltung wurde 1924 zur Verwaltung der Wälder, die sich im Staatseigentum befanden, gegründet. Die derzeitige Behörde funktioniert aufgrund des Waldgesetzes vom 28. September 1991. Zu ihren gesetzlichen Aufgaben zählt der Erhalt des Waldes und seine nachhaltige Nutzung. Die Behörde verwaltet ca. 7,5 Millionen ha Wald, was etwa einem Viertel der Fläche des Landes entspricht. Ca. 77,8 % der polnischen Wälder sind in Staatsbesitz, einschließlich der Wälder, die sich in Landschaftsschutzgebieten befinden, nicht jedoch der Wälder, die sich in Nationalparks befinden. Letztere werden von der jeweiligen Parkverwaltung administriert.

## Struktur
Der Hauptsitz der Behörde befindet sich in Warschau. Es gibt jedoch 17 regionale Zentren in fast allen Woiwodschaften. Es werden über 25.000 Angestellte beschäftigt.